# Татес, Карст
Ка́рст Ро́ланд Та́тес (иногда Тейтс; 6 марта 1971, Зевенар, Нидерланды — 1 мая 2009, Девентер, Нидерланды) — нидерландский безработный, 30 апреля 2009 года в Апелдорне предпринявший неудачную попытку покушения на членов Нидерландской королевской семьи, в том числе и королеву Беатрикс.

## Биография
Согласно воспоминаниям друзей, ещё в молодости Татес злоупотреблял алкоголем и легкими наркотиками.
В 2005 году Татес, на тот момент проживавший в городе Хёйссен, устроился шофером в крупную оптовую фирму, расплатился с накопившимися долгами, арендовал жилье и приобрел автомобиль «Suzuki» синего цвета (впоследствии он поменяет его на автомобиль той же модели, но чёрного цвета). В конце 2008 года он был уволен с этого места работы и стал работать охранником, но вскоре лишился и этой работы. За месяц до преступления Татес расторг арендный договор на свою квартиру, объявив себя финансово несостоятельным.

## Покушение

Схема покушения. Оранжевая линия — траектория движения королевского автобуса, красная — траектория движения автомобиля Татеса

30 апреля, в День королевы — нидерландский национальный праздник — члены королевской семьи во главе с королевой Беатрикс в рамках праздничных мероприятий проезжали по городу Апелдорну на двухъярусном автобусе. Узнав о предстоящем приезде в Апелдорн королевы, Татес заранее прибыл в город на своем автомобиле.
Около 11:50, в момент, когда автобус с членами королевской семьи сделал поворот в направлении дворца Хет Лоо, Татес разогнал свой автомобиль и, намереваясь протаранить автобус, на огромной скорости въехал в толпу, собравшуюся вдоль края дороги, по которой проезжал королевский кортеж. После этого водитель потерял управление, и машина врезалась в монумент «De Naald», находившийся неподалёку. Автобус чудом уцелел, но, тем не менее, в результате покушения 7 человек погибло и 10 — было ранено. Кадры покушения транслировались в прямом эфире по телевидению.
После покушения Карст Татес был формально арестован полицией и отправлен в больницу в близлежащем городе Девентер. Несмотря на борьбу за жизнь Татеса со стороны врачей, на следующий день он скончался в результате сильных повреждений мозга. Согласно сведениям, полученным со стороны полицейских, 30 апреля он все ещё находился в сознании и даже успел дать полиции некоторые показания. Как установило расследование, Татес был психически здоров, ранее не привлекался к ответственности и не принадлежал ни к каким террористическим группировкам.